# فیلم ۸ میلی‌متری

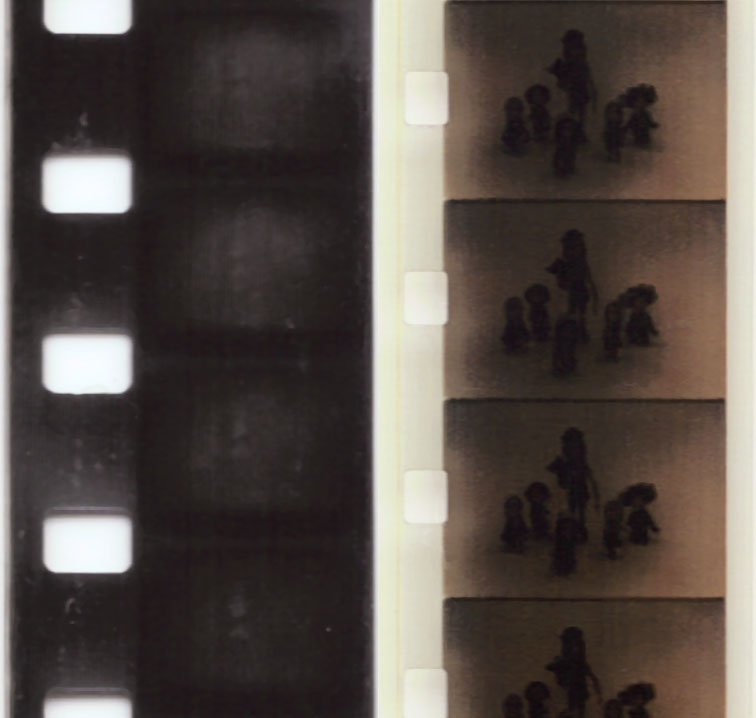
نوار فیلم استاندارد ۸ و سوپر ۸

فیلم ۸ میلی‌متری (انگلیسی: 8 mm film) نوعی قطع فیلم در تصویربرداری ویدئویی با نوارهای فیلمی است که ۸ میلی‌متر پهنا دارند. فیلم‌های ۸ میلی‌متری به دو دسته استاندارد ۸ و سوپر ۸ تقسیم می‌شوند. سوراخ‌های لبه نوار سوپر۸ کوچکترند و ازین روقاب فیلم بزرگتر است.